# Урочище «Юнашківське болото»
Уро́чище «Юна́шківське боло́то» — ботанічний заказник місцевого значення в Україні. Розташований у межах Бурштинської міської громади Івано-Франківського району Івано-Франківської області, на північ від села Юнашків.
Площа 45 га. Статус отриманий у 2018 році. Перебуває у віданні Юнашківської сільської ради.
Урочище «Юнашківське болото» — це реліктове карбонатне болото, яких в Івано-Франківській області відомо лише 4. Юнашківське болото є найбільшим за площею та найкраще збереженим. Розташоване на східній межі поширення боліт цього типу в Європі, а в Україні є найпівденнішим карбонатним болотом. Має міжнародний статус, оскільки належить до пріритетних типів природних середовищ існування, які підлягають збереженню в межах Євросоюзу (Директива оселищ Ради Європи 92/43/ЕЕС).